# Busmaterieel van Centraal Nederland
Deel 1 van het overzicht van het busmaterieel dat in dienst is geweest van Centraal Nederland (CN), een voormalig streekvervoerbedrijf dat in 1973 is ontstaan uit een fusie van Maarse & Kroon (regio West) en NBM (regio Oost). CN bestond ruim 21 jaar en is via opsplitsingen in NZH en Midnet in Connexxion opgegaan. De bussen in dit overzicht vertegenwoordigen de beginjaren van CN; ze zijn allemaal ingebracht door de oprichtende bedrijven. De bussen zijn zoveel mogelijk ingedeeld bij soort, tijdperk en volgorde van indienststelling. De vermelde nummers zijn de wagennummers zoals gebruikt door CN.

## Verklaring van gebruikte typebenamingen
Men komt in dit artikel typebenamingen tegen als Leyland Royal Tiger/Verheul. Leyland is daarbij het merk, Royal Tiger of Royal Holland Coach slaat op het type chassis dat bij de bus gebruikt is, en Verheul, Hainje of Den Oudsten is de bouwer van de carrosserie.

## De oudsteVerheulbussen
| Merk/type                                           | Series                                | Bouwjaar  | Achtergrondinformatie | Afbeelding |
| --------------------------------------------------- | ------------------------------------- | --------- | --- | ---------- |
| Leyland Royal Tiger Cub/Verheul                     | 26, 27, 32, 37, 39, 50-52             | 1956-1960 | Tussen 1954 en 1960 schafte MK diverse series eendeursbussen aan op het zelfdragende - integrale - Royal Tiger Cub-chassis. Acht exemplaren werden overgenomen door CN; ze behielden de wit-blauwe huisstijl van MK en werden in 1974 afgevoerd. 32 werd verkocht aan Cats in Heemskerk. |            |
| Leyland Royal Holland Coach-Verheul LV              | 4203, 4205-4207                       | 1958      | NBM, een van de bedrijven van het NS-concern, schafte soortgelijke bussen aan op het zwaardere Royal Holland Coach-chassis. 4203 en 4205-4207 waren eendeurssemitoers die in de toenmalige groene huisstijl van NS werden geleverd. 4203 en 4206 werden vlak na de overgang naar CN afgevoerd; 4205 en 4207 volgden in 1974. |            |
| Leyland Royal Holland Coach-Verheul LV              | 4450-4455, 4457-4458                  | 1958      | Naast de semitoers schafte NBM ook een serie tweedeursbussen aan voor de gewone lijndienst. Begin jaren 70 werden ze streekgeel geschilderd. Ze reden vanuit Zeist en verhuisden in het najaar van 1974 naar Amsterdam voor spitsdiensten op lijn 56 en 58 naar de Bijlmermeer. In 1975-1976 werden ze afgevoerd. |            |
| Leyland Royal Tiger Worldmaster Worldmaster/Verheul | 177, 179, 180, 182, 183, 185, 187-190 | 1956-1961 | Tussen 1956 en 1961 bestelde MK de eendeursbussen 165-190. De afvoer begon al na negen jaar. Slechts tien exemplaren werden overgenomen door CN. Tussen 1973 en 1975 werden ze afgevoerd. |            |
| Leyland Royal Tiger Worldmaster/Verheul             | 72-77, 87-90, 100, 101, 191-198       | 1960/1961 | In 1960 ontwierp Verheul een nieuw bustype met een Amerikaans aandoende neus, identieke voor- en middendeuren, en een aluminium-band rondom de carrosserie. MK schafte twintig van deze bussen aan voor de z.g. voorstadslijnen; ze werden om ouder materieel heen genummerd en werden allen overgenomen door CN. Geel geschilderd bleven ze op de voormalige MK-lijnen en werden ze in hun laatste jaren ingezet op het personeelsvervoer van/naar Schiphol. De afvoer vond plaats tussen 1975 en 1978. |            |
| Leyland Royal Tiger Cub/Verheul                     | 201-220                               | 1962-1964 | Speciaal voor de plattelandslijnen langs B-wegen bestelde MK twintig bussen op het lichtere Royal Tiger Cub-chassis; 201-220 hadden een beperktere breedte dan de bovenstaande bussen (2.20 meter) en misten het aluminium. 201 werd in september 1972 aan de NBM verkocht en bij die gelegenheid vergeeld; 202, 207 en 216 volgden bij de overgang naar CN. De rest werd in 1974 afgevoerd. |            |

## Bolramerbussen
| Merk/type                                                           | Series                                                                                 | Bouwjaar        | Achtergrondinformatie | Afbeelding      |
| 11 meter bussen                                                     | 11 meter bussen                                                                        | 11 meter bussen | 11 meter bussen | 11 meter bussen |
| ------------------------------------------------------------------- | -------------------------------------------------------------------------------------- | --------------- | --- | --------------- |
| Leyland-Werkspoor LE-WS                                             | 4651-4660, 4673-4692, 4708-4713, 4768-4779, 4785-4802, 4811-4820, 4874-4883, 4893-4901 | 1957-1960       | De "Bolramer" was een van de voorlopers van de standaard streekbus en bleef tien jaar in productie. NBM bracht honderdvijftig van deze bussen in die vanuit het gehele (oostelijke) vervoersgebied reden. De meeste exemplaren waren geel geschilderd. De rest werd in 1974 afgevoerd. Tegelijkertijd gingen ook de eerste gele exemplaren buiten dienst. |                 |
| Leyland/Van Hool LE-HO                                              | 7003-7052                                                                              | 1961            | 7003-7052 waren gebouwd door het Belgische Van Hool en verschilden van de Werkspoor-wagens door de panoramische achterruit. Al in hun NBM-tijd hadden ze veel last van corrosie, en vlak na de overgang naar CN begon de afvoer. In 1977 gingen de laatste veertien exemplaren buiten dienst.                                                             |                 |
| 12 meter bussen                                                     |                                                                                        |                 | |                 |
| Leyland-Werkspoor LE-WS/Den Oudsten, Leyland-Verheul LV/Den Oudsten | 7550-7558, 7559-7561                                                                   | 1963/1964       | Deze serie was in samenwerking met Werkspoor en Verheul gebouwd omdat Den Oudsten nog ervaring moest opdoen met zelfdragende bussen. In 1976 begon de afvoer. |                 |

## Jonckheere bussen
| Merk/type                                  | Series  | Bouwjaar  | Achtergrondinformatie | Afbeelding |
| ------------------------------------------ | ------- | --------- | --- | ---------- |
| Leyland Royal Tiger Worldmaster/Jonckheere | 855-861 | 1963/1965 | In 1971 nam NBM elf bussen over van de N.V. v/h Fa. Wed. A.W. de Haas en Zn. te Veenendaal die tussen 1963 en 1967 bij de Belgische busbouwer Jonckheere waren aangeschaft en hun eigen nummers behielden. Toerwagens 855-861 deden dienst vanuit Rhenen en Zeist, en vlak na de overgang naar CN begon de afvoer. |            |
| Leyland Royal Tiger Worldmaster/Jonckheere | 862-865 | 1966/1967 | 862-865 waren lijnbussen van hetzelfde type dat in dienst was bij het Nijmeegse stadsvervoerbedrijf CVD; ook zij werden vanuit Rhenen en Zeist ingezet. 864 en 865 werden na de overgang naar CN tot oranje semitoers beschilderd met het opschrift Central Holland Tours. De afvoer begon in 1976.                |            |

## Overige bussen
| Merk/type                             | Series           | Bouwjaar  | Achtergrondinformatie | Afbeelding |
| ------------------------------------- | ---------------- | --------- | --- | ---------- |
| Leyland Royal Tiger Cub/Hainje        | 301-308          | 1963      | In 1963 nam MK de serie 301-308 in dienst; eendeurssemitoers met beplating van aluminium. Bij CN kwamen ze om leeftijdsredenen niet meer in aanmerking om te worden vergeeld; eind 1975/begin 1976 gingen ze buiten dienst. |            |
| Leyland Royal Tiger Worldmaster/Roset | 401-425          | 1965-1967 | Deze bussen vormden een verdere ontwikkeling van de 301-308 en hadden ook aluminium beplating. Zij waren echter gebouwd op een zwaarder Worldmaster-chassis en hadden een uitstapdeur achter de achteras. Bij de overgang naar CN waren ze vergeeld met polyester beplating (waarbij de grille niet langer zichtbaar was). Na de afvoer van de serie - die in 1979 begon - kreeg 413 een bestemming als museumbus. |            |
| Leyland-Verheul VBW10                 | 426-445, 501-510 | 1966-1968 | De vervolgseries waren zelfdragende Verheul-bussen met Worldmaster-componenten van de gesloopte series 110-115, 126-127 en 165-190. 426-445 en de semitoerbussen 501-510 kregen bij CN in 1974-1975 eenzelfde revisie als 401-425. Tussen 1979 en 1982 werden beide series afgevoerd. |            |
| Leyland Royal Tiger Worldmaster/Roset | 551-558          | 1968      | Speciaal voor MK en het Gelderse streekvervoerbedrijf GTW ontwierp Roset een semitoerbus met enkelbladsdeuren. Bij CN werden de bussen eerst oranje geschilderd, en later geel (de aluminiumkleurige band werd dan weer oranje). Tussen 1978 en 1981 werden ze afgevoerd. |            |
| Toerbussen                            |                  |           | |            |
| Leyland Royal Tiger Cub/Roset         | 251              | 1963      | Ter gelegenheid van het veertigjarig jubileum van MK in februari 1963 bouwde Roset (Bergen op Zoom) een VIP-bus naar ontwerp van Akkermans (Oud Gastel). 251 - bijgenaamd Jules Verne - werd bij CN oranje geschilderd en na de afvoer in 1976 als museumbus behouden. |            |
| Leyland Panther/Roset                 | 701, 702         | 1966      | De door MK ingebrachte 701 en 702 waren luxe toerbussen met keuken, toilet (vandaar de geblindeerde achterdeuren) en een achterin liggende heckmotor. Eind 1976 werden ze voor sloop afgevoerd. |            |
| GMC Eagle/Bus & Car                   | 751              | 1966      | Speciaal voor het vervoer van Amerikaanse toeristen nam MK in 1966 deze - van oorsprong zilvergrijze - toerbus in dienst. Bij CN ging de bus - van Belgisch/Amerikaans fabricaat - in 1976 buiten dienst. |            |
| Minitoerbussen                        |                  |           | |            |
| Fiat 625/Van Hool 320R                | 7350, 7351       | 1967      | De NBM bracht twee minitoerbusjes op Fiat-chassis in. In 1976 gingen de busjes buiten dienst. |            |
| Fiat 625NP2/Van Hool                  | 252              | 1971      | MK had twee van bovenstaand type minitourbusjes in dienst welke in 1971 door deze grotere Fiat werden vervangen. Na de overgang naar CN heeft 252 nog vier jaar dienstgedaan. |            |